# Olfert Jespersen
Olfert Willemoes Jespersen (2. april 1863 i København – 7. januar 1932 smst) var en dansk musiker, orkesterleder og komponist.
Olfert Fischer fødtes i et hus i Nyboder på årsdagen for Slaget på Reden i 1801, og blev meget patriotisk opkaldt efter 2 af de søofficerer, der gjorde sig heldigt bemærket i det slag, Peter Willemoes og Olfert Fischer. Han lærte sig selv at spille blikfløjte og som 10-årig optrådte han som musikalsk vidunderbarn i en forestilling på Vesterbro Teater. Nogle af de penge han tjente gik til musikundervisning, og han havnede hurtigt i teatrets orkester som janitshar. I en alder af ca. 20 rejste han på turne som teaterpianist i Sverige og videre til Rusland under meget barske og fattige forhold, og midt i 1880’erne fik han engagementer i Tivoli som akkompagnetør i diverse sangerpavilloner. Her måtte han også arrangere musik og komponere og skrive tekster.
I de første år af 1890’erne mødte han revyforfatterne Anton Melbye og Axel Henriques, og i samarbejdet med dem indfandt succesen og berømtheden sig. Jespersen blev leder af orkestret på Nørrebro Teater, hvor han var fast mand i mere end 25 år. I den periode var han også leverandør af sange og anden musik til de forskellige forestillinger bl.a. en række revyer. Men han var også med i mange andre projekter: revyer i Tivoli, Helsingør, Frederiksberg Morskabsteater og endelig var han 1898-1929 dirigent og arrangør for Zoologisk Haves 20-mands orkester, der hver dag fra maj til august spillede 3 koncerter. Og det var ikke hvad som helst, der blev disket op med. Der blev spillet en del instrumentalsoli, kendte operaarier, symfonier og andre større orkesterværker. Bl.a. leverede komponisten Launy Grøndahl i 1924 sin basunkoncert til førsteopførsel i Zoo. En overgang havde han sin egen musikbutik med tilhørende forlag og redigerede ugebladet ”Hver 8. Dags musikspalter.
I 1929 ville Zoologisk Haves direktion indskrænke orkestrets størrelse for at spare penge, og samtidig blev Olferts Jespersens astma, som han havde lidt af hele livet, forværret. Derfor trak han sig tilbage og i 1930 udgav han en erindringsbog, ”Oplevelser”.

## Musik (ikke komplet)

### Sange
- Et talent
- Serenade (fra Molboerne)
- Ridder Rap og ridder Ro
- Kærlighed er en løjerlig gråspurv
- Tre høje konger på rad
- Jeg kan tydelig se Sverrig
- Det røde silkebånd
- Av-av Augusta
- Julesne og skøjteis
- Jeg elsker den gamle, den vaklende rønne
- Jim og jeg var venner alle dag (tekst)
- Mathilde
- Peter og Line
- Maleren synger (Haandværkervise) (tekst og musik)
- Ormonde Cycle-Galop (tekst og musik)
- Madame Pompadour

### skuespil/operetter
- Bellmann og Wessel (operette)
- Münchausen (operette)
- Molboerne (eventyrspil) Arkiveret 19. maj 2014 hos  Wayback Machine

### Revyer
- Kjøbenhavn N (1892)
- Lige ud ad Kongevejen (1898)
- På livets keglebane (1899)
- Som by så borger (1901)
- Der har vi den igen (1903)
- Op med våbnene (1906)
- Sommerrejsen (1907-09)
- Nytårsrevy: Det er løgn altsammen (1910)
- Nu stiger den (1911)
- Sommerrevyen (1912 +1914-19)
- Den skal min kone se (1913)
- København – Paris – og omvendt (1921)
- Pebbernødder (1932)